# Lars Lorsheijd
Lars Lorsheijd (Leidschendam, 8 giugno 1985) è un pallavolista olandese.